# Robert Falk

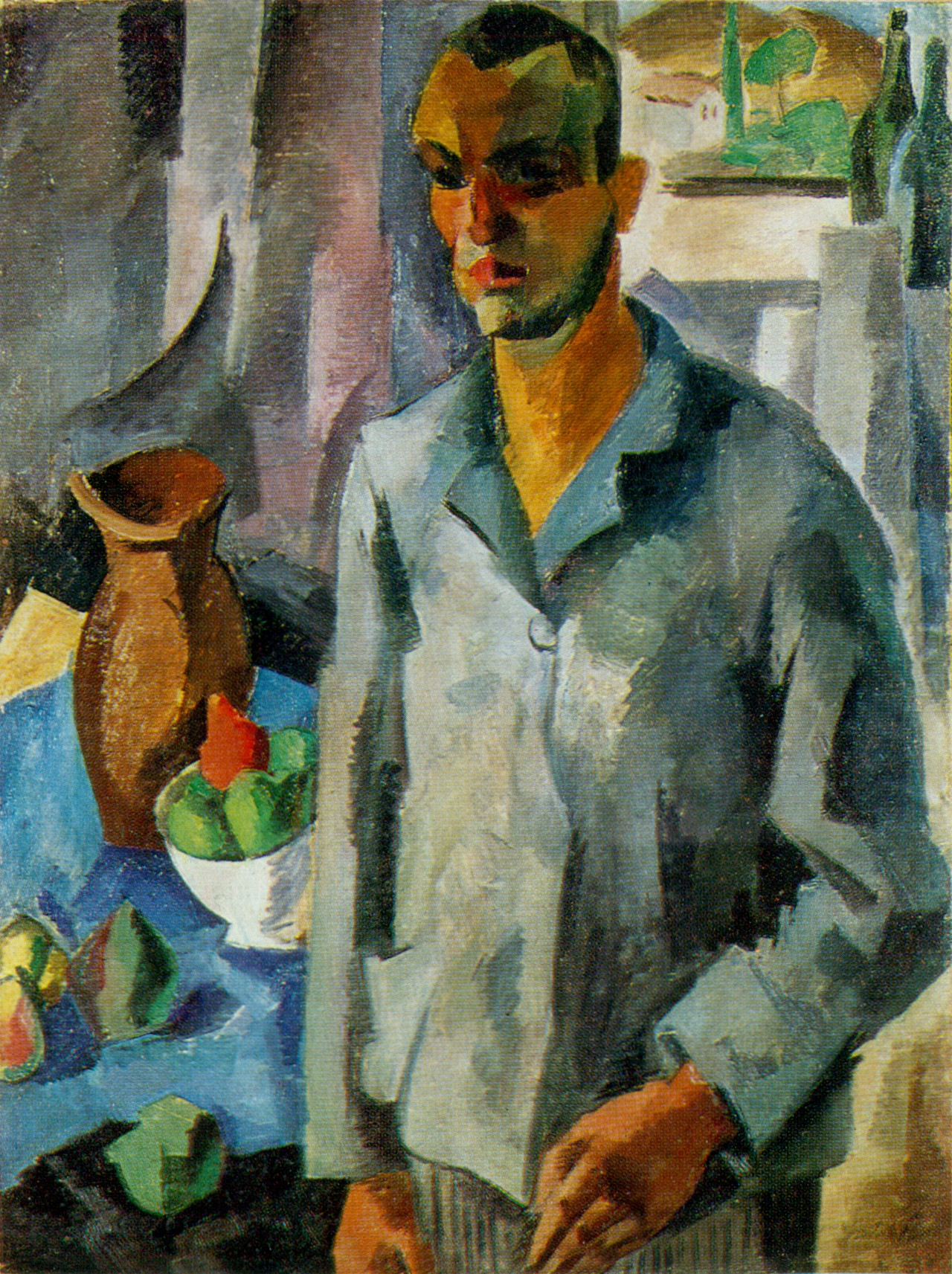
Zelfportret bij een raam, 1916

Robert Rafailovitsj Falk (Russisch: Роберт Рафаилович Фальк) (Moskou, 27 oktober 1886 - aldaar, 1 oktober 1958) was een avant-gardistisch Russisch kunstschilder van Joodse herkomst. Zijn werk werd beïnvloed door het kubisme en het primitivisme.

## Leven en werk
Falk was de zoon van een advocaat. Hij werd opgeleid in de ateliers van Konstantin Joeon en Ilja Masjkov. Van 1905 tot 1909 studeerde hij aan de Moskouse Hogeschool voor Schilderkunst, Beeldhouwen en Architectuur, onder andere bij Konstantin Korovin en Valentin Serov.
In 1910 sloot Falk zich aan bij het avant-gardistische kunstenaarsgenootschap Ruiten Boer. In deze periode werd hij nog sterk beïnvloed door Paul Cézanne en het postimpressionisme, maar al snel werden invloeden vanuit het primitivisme en het kubisme zichtbaar. Hij maakte veel portretten, maar ook landschappen en stillevens. Zijn vroege werk kenmerkt zich door een zekere drang tot experimenteren. Hij accentueerde strakke vormen door het gebruik van verschillende soorten verf, in felle kleuren, welke hij soms als een beeldhouwer stapelde en over elkaar heen bracht.
Van 1918 tot 1928 doceerde Falk aan de Vchoetemas, de Sovjet-Russische staatskunstschool. In 1928 reisde hij voor zaken naar Frankrijk en weigerde terug te keren naar Sovjet-Unie. Hij zou tien jaar lang in Parijs blijven werken. Zijn schilderijen uit deze periode laten zich typeren als neo-impressionistisch. Kenmerkend was zijn veelvuldig gebruik van 'wit-op-wit'-kleuren, zoals ook zijn vroegere leraar Serov wel deed. 
In 1938 besloot de door heimwee geplaagde Falk alsnog terug te keren naar Rusland. In 1939 had hij nog een expositie bij het Huis der Kunsten in Moskou, maar als kunstenaar zou hij verder lange tijd in de marge werken. Hij voorzag voornamelijk in zijn levensonderhoud als decorontwerper voor diverse Joodse theaters. Begin jaren veertig werd hij beschuldigd van formalisme en week hij uit naar Basjkirostan, in Centraal-Azië, waar hij werkte van 1941 tot 1943. Daarna keerde hij terug naar Moskou.
Na de dood van Stalin in 1953, tijdens de 'dooi' van Chroesjtsjov kende het werk van Falk in de Sovjet-Unie een sterke herwaardering. Het sloeg een brug tussen de vervlogen hoogtijdagen van het Russisch avant-gardisme uit de jaren tien en twintig en een nieuwe generatie Russische schilders die zich begonnen los te maken van het socialistisch realisme. Falk overleed in 1958, bijna 72 jaar oud.

## Galerij

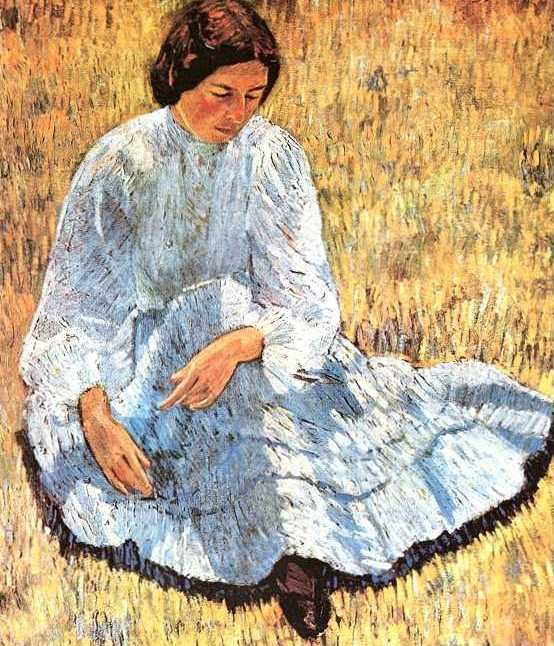
Lisa in het zonlicht, 1907
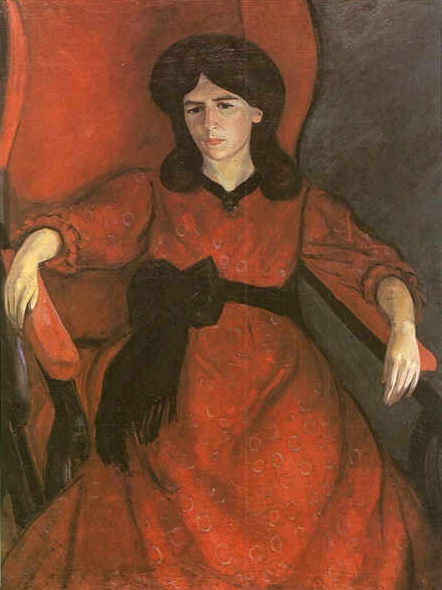
Lisa in een stoel, 1910
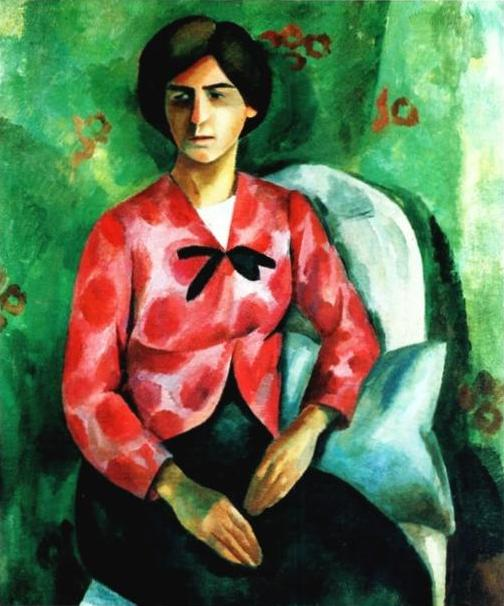
Portret van Elizabeth Sergejevna Potehinoj, 1910
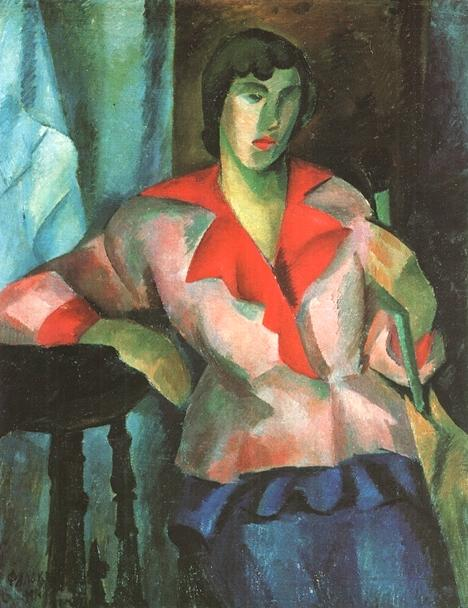
Portret van een vrouw in roze, 1914
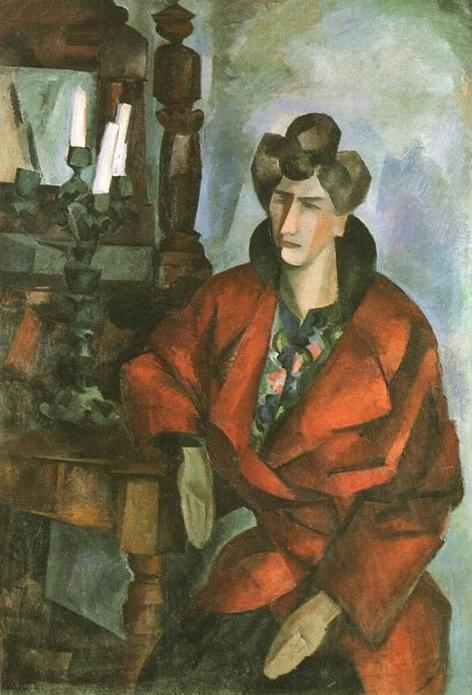
Portret van een vrouw, 1910
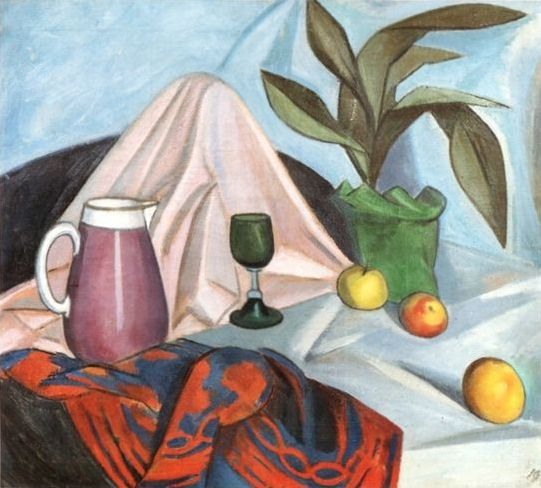
Stilleven, 1910
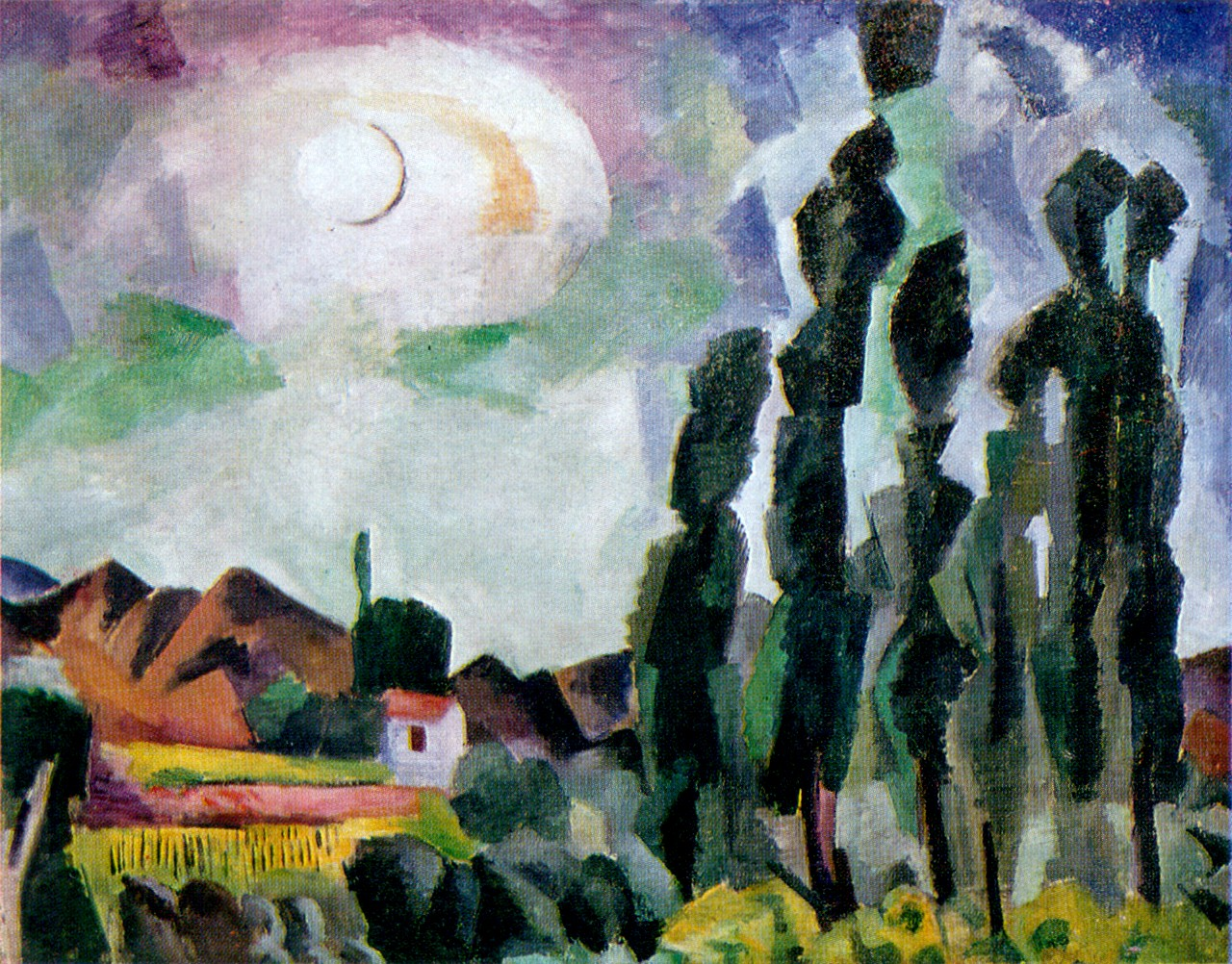
De zon, Krim, 1916
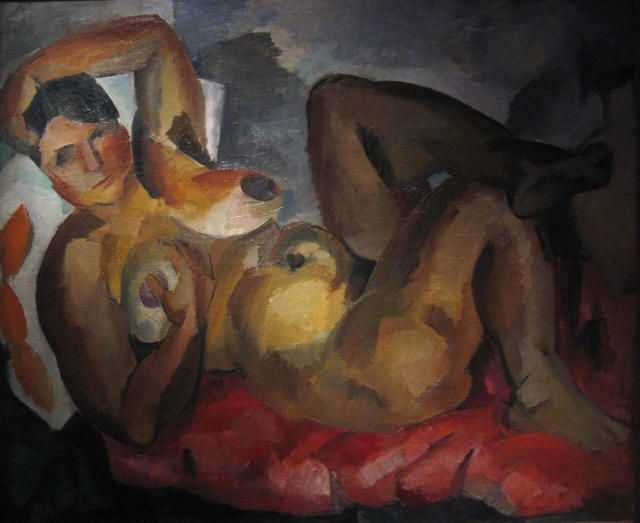
Naakt, 1916
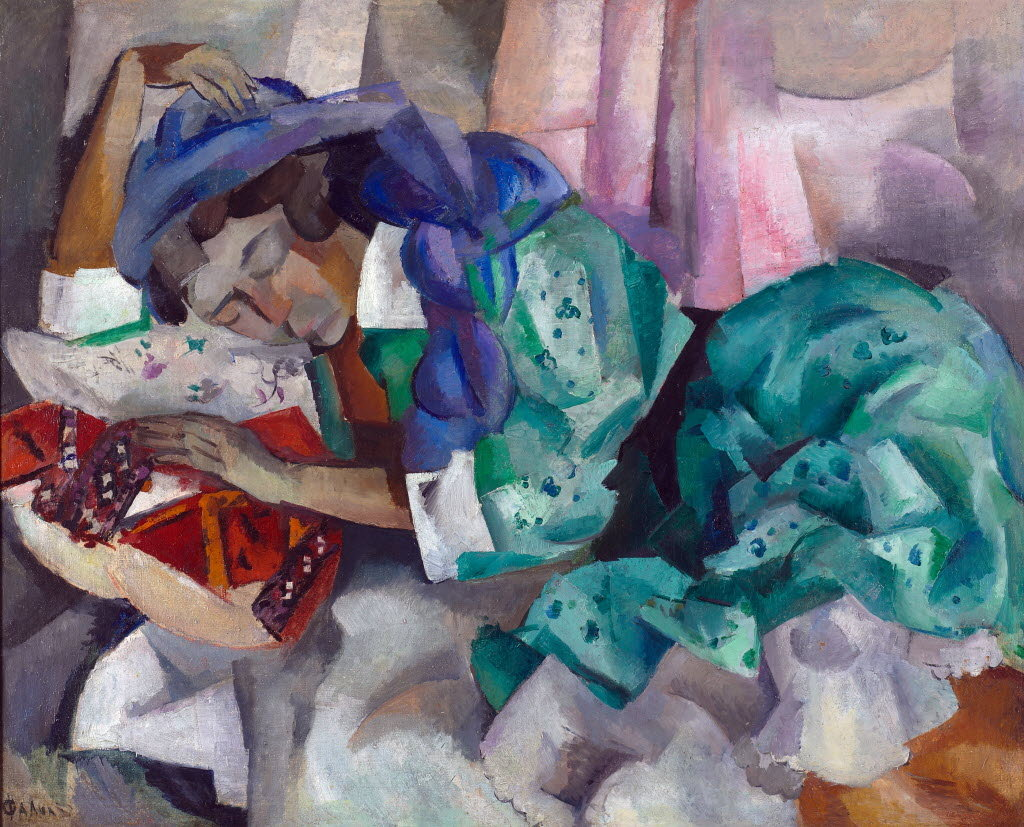
Slapende zigeunerin, ca. 1910
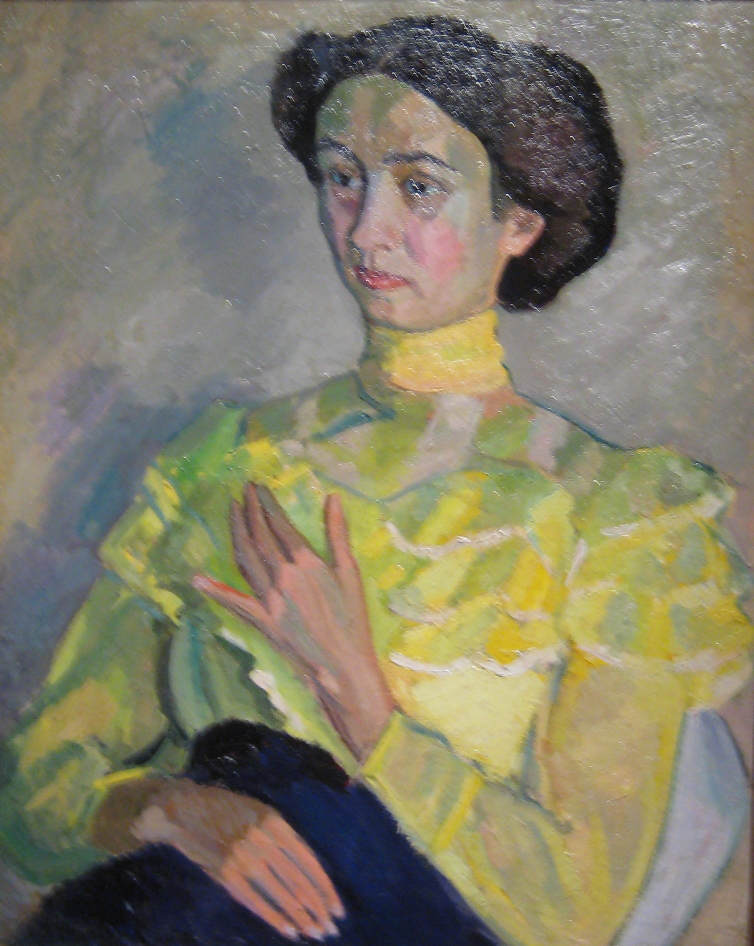
Vrouw in geel, 1910
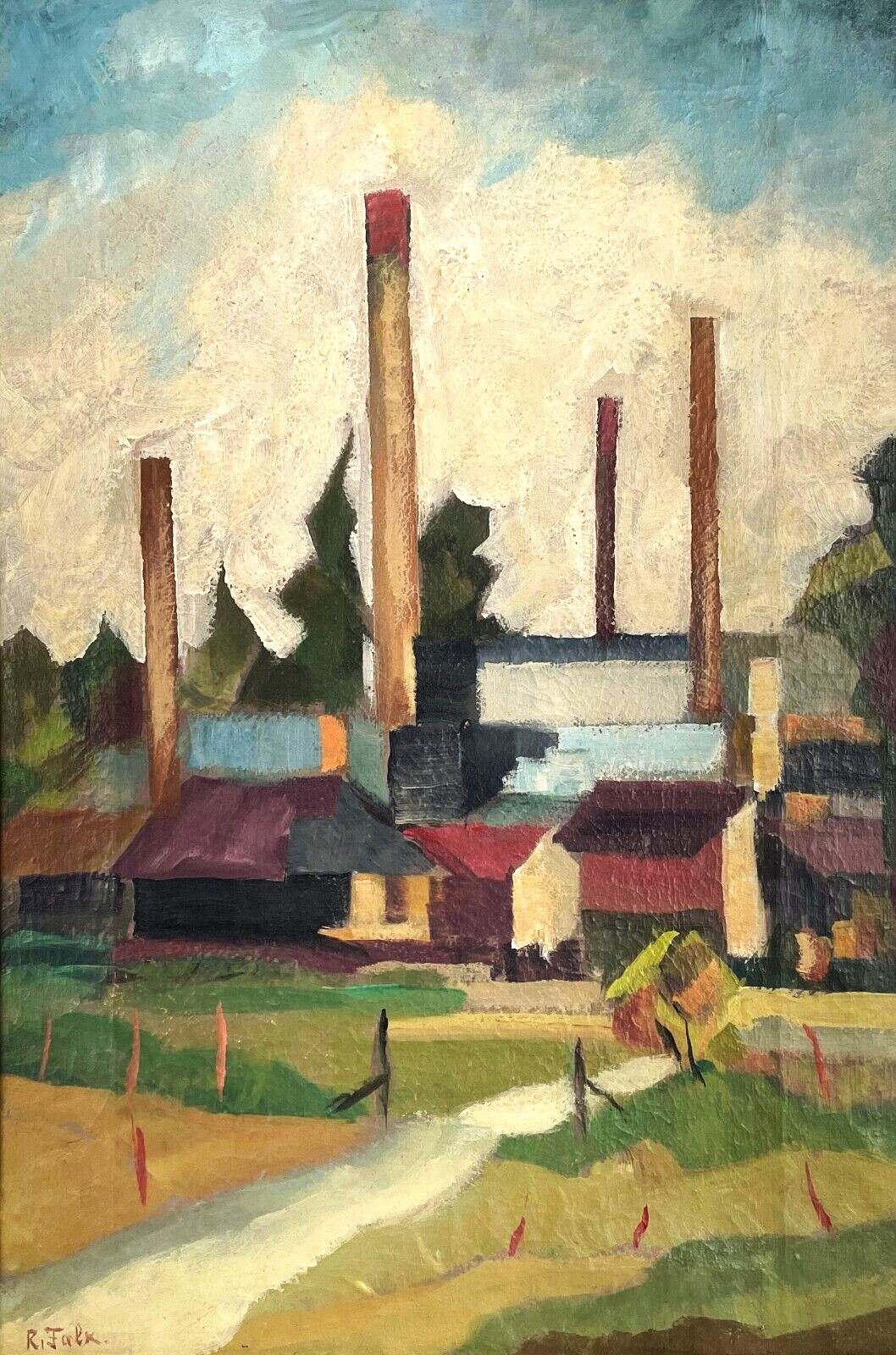
Trompetten, 1929